# Halofil

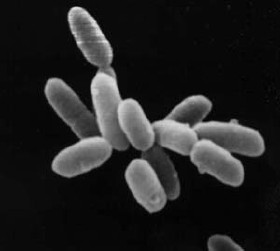
Halobacterium – znalezione w wodach o zasoleniu zbliżonym do roztworu nasyconego przedstawiciele halofili.

Halofile (z gr. słonoluby) – termin stosowany na określenie organizmów, których naturalnym środowiskiem są wody i gleby słonawe, tolerujących wysokie stężenia soli, zwłaszcza NaCl (powyżej 10%).
Przedstawicielami halofili występujących w Polsce są np.:
- Pogonus persicus – chrząszcz, którego jedyne stanowisko znajduje się w Rezerwacie przyrody Owczary
- rupia morska (Ruppia maritima) i zamętnica trzoneczkowata (Zannichellia pedicellata)
- sit Gerarda, mlecznik nadmorski, świbka morska, babka nadmorska, sitowiec nadmorski, oczeret Tabernemontana, ostrzew rudy, mannica odstająca i aster solny rosnące w rezerwacie Beka.

W Polsce halofile spotkać można m.in. w rezerwacie przyrody Owczary koło Buska-Zdroju i w rezerwacie przyrody Ciechocinek.